# Gwen McCrae
Gwen McCrae, da nubile Gwen Mosley, (Pensacola, 21 dicembre 1943 – Pensacola, 21 febbraio 2025) è stata una cantante statunitense, nota per il suo successo del 1975 Rockin 'Chair.

## Biografia

### Anni '60-'70
Gwen era la più giovane di cinque figli, ha iniziato ad esibirsi nei club locali da adolescente e a cantare con gruppi locali come i Lafayettes e gli Independents. Nel 1963 incontrò un giovane marinaio di nome George McCrae, che sposò nel giro di una settimana.
Dal 1963, ha registrato come duo con il marito George; la coppia ha ricevuto un contratto discografico da solista, con la TK Records di Henry Stone. La coppia fu scoperta nel 1967 dalla cantante Betty Wright, che li aiutò a firmare per l'etichetta discografica Alston di Stone.
Sotto contratto con la sussidiaria di TK, Cat, come artista solista, ha trovato il successo nelle classifiche dell'R&B negli Stati Uniti con la sua versione cover di "Lead Me On" di Bobby Bland nel 1970, seguita da "For Your Love". Dopo l'inaspettato successo da solista del marito George con "Rock Your Baby", Gwen ottenne un grande successo nel marzo 1975 con "Rockin 'Chair", un successo R&B n.1 che raggiunse anche il numero 9 nella Billboard degli Stati Uniti Hot 100. Anche il seguito "Love Insurance" è entrato nella classifica R&B (# 16).  Il critico musicale Robert Christgau ha detto che "Rockin 'Chair" è "quasi irresistibilmente Memphis -cum- disco -with-a- hook come Rock Your Baby".
Nel 1972 registrò "Always on My Mind" e fu la prima a pubblicarlo come singolo. La canzone è stata successivamente divulgata da Elvis Presley e reinterpretata da molti artisti.

### Anni '80-'90
Dopo il collasso della TK Records, McCrae si trasferì nel New Jersey e firmò un contratto con la Atlantic Records, registrando due album e ottenendo un altro successo con "Funky Sensation" nel 1981 (#22 R&B). Ha continuato a registrare e il successo di alcune delle sue prime registrazioni sulla scena del Northern Soul del Regno Unito ha mantenuto la sua popolarità come live act in Europa. McCrae tornò di nuovo in Florida, registrò un singolo per la piccola etichetta Black Jack nel 1984 chiamato "Do You Know What I Mean", e poi si ritirò temporaneamente dall'industria musicale.
Ha viaggiato nel Regno Unito per registrare un paio di singoli per Rhythm King nel 1987. Soddisfatta della sua duratura popolarità nel Regno Unito, McCrae infine registrò un intero album per l'etichetta britannica Homegrown Records nel 1996, intitolato Girlfriend's Boyfriend. Al suo ritorno negli Stati Uniti, firmò con la rinata etichetta Goldwax, distribuita da Ichiban Records, e più tardi registrò un altro album nello stesso anno, Psychic Hot Line.
Nel 1999, il duo di musica house francese Cassius ha pubblicato il singolo "Feeling for You", che campionava la voce di "All This Love That I'm Giving" di McCrae. È stato un successo nella Top 20 della UK Singles Chart. Il brano è apparso anche nell'album di Cassius, 1999. Nel 1999, il suo singolo "Funky Sensation" è stato ampiamente campionato nel singolo in lingua tedesca "Get Up" di DJ Thomilla insieme ad Afrob.

### Anni 2000
Nel 2004 McCrae ha pubblicato il suo primo album gospel. Nel 2008, il DJ/produttore rap Madlib ha pubblicato il suo album, WLIB AM: King of the Wigflip, che include la canzone "Gamble on Ya Boy", basata su un campione di "I Found Love", dall'album di McCrae, Melody of Life. Nel 2005, McCrae ha collaborato con l'organizzazione Soulpower, che è anche responsabile delle rimonte di Marva Whitney, Lyn Collins, Martha High, Bobby Byrd e RAMP. La sua collaborazione di due anni con Soulpower ha portato a più di cinque dozzine di esibizioni dal vivo con The Soulpower Allstars in tutta Europa e l'uscita nel 2005 del suo album Live in Paris (Hi & Fly Records). Nel 2007 è apparsa in diverse canzoni nel "Living in the Acoustic Projects" di Sounding Rick e di nuovo sul suo album del 2009 "Blabbermouth".
Gwen McCrae ha pubblicato il suo ultimo singolo "Now I Found Love" nel dicembre 2010, rilasciato attraverso Plain Truth Entertainment. "Now I Found Love" è stato mixato e prodotto da Steve Sola e composto da David Seagal. Il 2 giugno 2012, dopo essersi esibita sul palcoscenico, Gwen McCrae ha avuto un ictus nella sua stanza d'albergo in Inghilterra, che ha causato una paralisi sul lato sinistro del suo corpo e l'impossibilità di camminare.

## Discografia

### Album
- 1974: Gwen McCrae (Cat 1603)
- 1975: Rockin 'Chair (Cat 2605)
- 1975: Together (con George McCrae) (Cat 2606)
- 1976: Something So Right (Cat 2608)
- 1978: Let's Straighten It Out (Cat 2613)
- 1979: Melody of Life (Cat 2614)
- 1981: Gwen McCrae (Atlantic 19308)
- 1982: On My Way (Atlantic 80019)
- 1996: Psychic Hotline (Goldwax 4221)
- 1997: Girlfriend's Boyfriend (Ichiban 1511)
- 1999: Still Rockin (Phat Sound 0199)
- 2004: I'm Not Worried (Lewmar 7154)
- 2006: Live in Paris at New Morning (Hi & Fly)
- 2006: Sings TK (Henry Stone Music 6001)